# Mašinski fakultet Univerziteta u Zenici
Mašinski fakultet u Zenici je jedan od fakulteta Univerziteta u Zenici, koji je osnovan 1977. godine, a prethodilo mu je osnivanje smjera za mašinstvo u metalurgiji na Metalurškom fakultetu u Zenici. Do osnivanja ovog smjera došlo je zbog pojačanog industrijskog razvitka područja oko Zenice 70-ih godina 20. vijeka, što je uzrokovalo pojavu nedostatka diplomiranih mašinskih inženjera, uprkos postojanju istih fakulteta u Sarajevu, Mostaru i Banjoj Luci. Najveće potrebe i potražnje za takvim kadrom imali su tadašnji RMK Zenica i Metalurški institut „Kemal Kapetanović” u Zenici.
Do 2000. godine, Mašinski fakultet u Zenici bio je u sastavu Univerziteta u Sarajevu a trenutno je jedna od organizacionih jedinica Univerziteta u Zenici.

## Odsjeci[2]
- Inženjerski dizajn proizvoda (4+1+3)
- Inženjerska ekologija (4+1+3)
- Menadžment proizvodnim tehnologijama (4+1+3)
- Održavanje (4+1+3)
- Opšte mašinstvo (3+2+3)

## Nastava
Na fakultetu rade 22 doktora nauka, 2 magistra nauka (viši asistenti), te 25 zaposlenih članova nenastavnog osoblja, koji su zaduženi za rad sa studentima, održavanje čistoće i slično.
Pored stalno zaposlenih profesora i asistenata, u nastavni proces uključeno je preko 40 istaknutih stručnjaka iz Bosne i Hercegovine, ali i inostranstva.

## Spoljašnje veze
- Zvanični veb-sajt